# 氹仔馬場
氹仔馬場（英語：Taipa Racecourse）是澳門唯一的賽馬場地，前身為海島市賽馬車場，位於澳門氹仔柯維納馬路（珠海橫琴離岸金融島對岸），於1980年9月6日落成啟用，2024年4月1日起關閉不再對外開放。

## 歷史及發展
1927年，位於澳門黑沙環填海地的澳門首個賽馬場落成，當時馬場由「澳門國際跑馬俱樂部」營運，賽事模仿香港的模式，因此吸引了香港的馬匹參戰。惟因受到第二次世界大戰影響，香港於1941年被日本佔領，即使澳門實際上並沒有被佔領，但失去香港的賽馬參與，賽馬生意大受影響，澳門的賽馬活動亦因而停辦。直至戰後由於條件不成熟，賽馬復辦無望，黑沙環馬場原址亦漸漸成為菜田及房舍。舊馬場原址經歷多年城市發展，現只剩下馬場區、馬場北大馬路、馬場東大馬路及馬場海邊馬路作為見証。
1977年，商人葉漢與澳門政府簽署合約，引進當時歐洲受歡迎的賽馬車活動，成立「澳門賽馬車會」，並由澳門政府批出海島市氹仔小潭山以南近基嘴的一幅填海地作為賽馬車場選址。1980年9月6日，海島市賽馬車場落成啟用，並於同日舉辦首場賽事。可惜此港澳獨有的賽馬車賽事反應並不良好，以致後來投注額不斷下跌。
1988年1月30日，賽馬車場舉行最後一場賽事後停止運作。同年，在台灣商人曾曉明投資下，將賽馬車場重鋪為平地馬場。1989年，賽馬車會易手並發展成為舉辦平地賽馬之澳門賽馬會，於同年9月10日舉辦首場平地賽事，展開澳門近代賽馬的序幕。但由於經營困難，澳門賽馬會1990年12月14日被澳門警方查封，賽事一度停止。經過由何鴻燊為首的澳門旅遊娛樂等公司以4.5億元收購澳門賽馬會51%的股權後，賽事在1991年1月21日正式復辦。
1999年馬會耗資500萬元重建沙跑道，工程歷時兩個月完成。同時為改善馬匹亮相圈內草地每逢雨天均變成泥濘一片，會方亦已於2001/2002馬季初將草地改鋪上軟膠墊取代。
2023年8月，網傳氹仔馬場於該年年底結業，更指澳門賽馬會向員工派“大信封”。馬會回覆指已向政府申請下季度的賽期表並等侯審批，至於他坊間傳聞則不回覆。博彩監察協調局指對於社會上有關傳聞，該局不作評論，將繼續按照博彩相關法律法規及賽馬專營特許合同的條款，執行各項監管工作。
2024年1月，澳門賽馬會簽署文件由4月1日起結束賽馬專營權，並自該日起終止賽馬活動。按照解除批給合同的文件，澳門賽馬會承諾將依法妥善處理受影響員工的勞動權益事宜，以及在2025年3月31日前將現有的馬匹妥善轉運到外地。此外，為了在上述過渡期內妥善安置馬匹，在解除合同後，澳門特區政府會將現有氹仔馬場的設施暫時提供給澳門賽馬公司使用，以便該公司能在期限前將現有的馬匹有序分批轉運到其他地方。在土地收回後，主要用作設置旅遊項目及相關服務，為旅客提供綜合式旅遊體驗，並改善旅遊娛樂設施的承載力等；澳門特區政府表示同時無意在原址繼續經營賽馬活動及興建幸運博彩用途。
2024年3月30日，馬場舉行最後一次日間賽事，當天合共安排十四場賽事向馬迷告別。頭場賽事定於中午12:30開跑，尾場賽事定於晚上7:00開跑。
晚上7時08分，氹仔馬場上演澳門歷史上最後一場賽馬，該場賽事亦為當日第十四場賽事，由吳日安為最後賽事講述沿途走位。騎師普健士策騎馬匹頂峰神驅，奪得澳門賽馬史上最後一場頭馬。
賽後澳門賽馬會隨即舉行2023/2024年度馬季頒獎儀式，由澳門前冠軍騎師杜頓頒發予勝出者，奪得澳門最後一屆冠軍見習騎師為李路（該季奪頭二十場頭馬）；奪得澳門最後一屆冠軍騎師為馬雅；奪得澳門最後一屆冠軍練馬師為劉志森。
頒獎儀式後，會方播出告別卡向各馬迷、馬主、會員、合作夥伴及員工等道別。
道別卡內容如下（背景純音樂為「友誼萬歲」-『電影「五個小孩的校長」電影歌曲』純音樂 )：
「 隨著今日賽事的順利完成，澳門賽馬亦正式落下帷幕，完成其歷史任務！本會謹此答謝澳門特區政府、澳門市民、馬迷、馬主、合作伙伴以及會員多年以來的鼎力支持；更要感謝過去多年努力，堅持付出的所有同事！惜別是歲月的見證，也是永恆的瞬間。
本會祝願各位身體健康，萬事如意！祝願澳門特別行政區經濟蒸蒸日上，祖國繁榮昌盛！」
一眾嘉賓及員工亦於頒獎儀式後，在凱旋門旁邊的頒獎台合照留念。從此之後，澳門賽馬正式終結以及澳門賽馬歷史劃上完滿句號。
2024年5月16日，《澳門特別行政區公報》刊出運輸工務司司長批示，宣告約36萬平方米的氹仔馬場土地租賃批給失效，其效力追溯至2024年4月1日，該土地上的任何形式改善物在無任何責任或負擔下歸還澳門特別行政區，澳門賽馬股份有限公司無權收取任何賠償，有關土地將納入國家私產。

## 稱謂
雖然「氹仔馬場」方為此跑馬場的正式名稱，但由於澳門境內現只有此一賽馬場地，而澳門賽馬會亦將總部設於馬場內，澳門坊間一般會直接稱之為「賽馬會」，以往澳門兩間巴士公司—新福利及澳巴亦會將巴士車頭顯示牌以「氹仔賽馬會」表示，甚至連澳門政府交通事務局亦將設於馬場入口的巴士站命名為「賽馬會」。

## 馬場設施
氹仔馬場設有兩條總長度1,600米及1,400米的草地及沙地跑道，均可容納14匹賽馬同時作賽。草跑道除供賽事用途外，更會安排每月一次（星期三），於晨操完畢後，讓馬匹作快跳之用。而沙跑道則同時可作賽事及訓練使用。整條跑道依照現代化標準設計，呈橢圓形，圓周長一哩；草地直路長約370米，而沙地直路則約長320米。
賽事大樓是澳門賽馬會舉辦賽事的控制中心，樓高5層的大樓可容納3,000人，緊貼看台大樓。大看台樓高四層，主要開放予公眾人士使用，並有專為各傳媒機構記者而設的記者室，總容納人數達15,000人。而行政大樓為馬會各大部門日常工作的地方。
此外馬場亦設有14座備有空氣調節系統之馬房、1座達國際水平之檢疫馬房、1座配備空調的休養馬房以及馬泳池等設施供培訓專業賽馬之用。

## 賽事路程
草地（現時）
| - 1200米^ - 1500米^ - 1800米 | 草地（已取消） - 1000米^ - 1100米 - 1400米 - 1700米 - 2000米 |

沙地（現時）
| - 1050米^ - 1350米^ - 1510米^ - 1600米 | 沙地（已取消） - 1500米^ - 1700米 - 2000米 - 2200米 |

^常見路程

## 重要賽事
澳門三冠皇
- 澳門堅尼大賽
- 澳門打吡大賽
- 澳門金盃

澳港盃賽馬日賽事
- 主席挑戰盃
- 澳港盃
- 沙地經典盃
- 沙地一哩賽

## 未來發展
2024年1月20日和21日，毗鄰的奧林匹克體育中心-運動場舉行著名韓國男子音樂組合Seventeen演唱會，但大型人流和大規模噪音影響居民日常生活和滋擾，引起社會重大爭議。社會文化司司長歐陽瑜研究將日後停用賽馬用途的氹仔馬場舉行大型演唱會，將綜合中小企和社會反應，作出平衡考量，吸取大家意見，看是否需要將演唱會人流引入社區，或是到別的地點。現未有定論。將再根據意見制定政策方向以實施，檢討後再決定。
2025年6月21日，澳門特別行政區第六屆政府行政長官岑浩輝表示，氹仔馬場及原海洋世界兩幅土地暫被作為儲備用途。

## 交通

### 巴士
T327 賽馬會（Jockey Club）
路線：15、26、30、34、35、36、52、MT2、MT4、N5

### 輕軌
- █  氹仔線馬會站

### 免費專車（僅於賽馬日提供服務）
| 路線     | 路線 | 路線               | 服務時間                               | 班距     |
| -------- | ---- | ------------------ | -------------------------------------- | -------- |
| 港澳碼頭 | →    | 氹仔馬場           | 首場本地或轉播賽事開賽前45分鐘至第一場 | 客滿即開 |
| 氹仔馬場 | →    | 港澳碼頭、葡京酒店 | 尾場開跑前30分鐘至所有本地或轉播賽完結 | 客滿即開 |
| 氹仔馬場 | →    | 上葡京             | 中午12時至晚上8時                      | 40分鐘   |

## 參看
- 澳門賽馬會
- 澳門賽馬
- 香港賽馬會